# Chaine Konjer
Chaine Konjer (* 13. Juni 2003) ist eine deutsche Volleyballspielerin.

## Karriere
Konjer begann ihre Karriere im Alter von fünf Jahren beim SCU Emlichheim. Von 2019 bis 2022 spielte sie mit dem Verein in der Zweiten Liga Nord. Danach wechselte sie zum Ligakonkurrenten Skurios Volleys Borken. Mit dem Verein war sie eine weitere Saison in der Zweiten Liga Nord und dann in der Zweiten Liga Pro aktiv. In der Saison 2024/25 gelang den Skurios Volleys der Aufstieg in die erste Liga. Auch 2025/26 spielt Konjer für Borken.